# Taeniophyllum keysseri
Taeniophyllum keysseri är en orkidéart som beskrevs av Rudolf Mansfeld. Taeniophyllum keysseri ingår i släktet Taeniophyllum och familjen orkidéer. Inga underarter finns listade i Catalogue of Life.